# Вара (река, впадает в Берёзовое)
Вара — река в России, протекает по территории Боровского сельского поселения Калевальского района и Сосновецкого сельского поселения Беломорского района Республики Карелии. Длина реки — 26 км, площадь водосборного бассейна — 139 км².
Вара берёт начало из озёр Чистая Вода на высоте 142,0 м над уровнем моря.
Течёт преимущественно в юго-восточном направлении. Протекает через озёра Варозеро и Перти, имеет левый приток, вытекающий из озера Когу.
Вара в общей сложности имеет 18 притоков суммарной длиной 37 км.
Втекает на высоте 119,5 м над уровнем моря в озеро Берёзовое, которое соединяется короткой протокой с озером Тунгудским. Через последнее протекает река Тунгуда, впадающая в реку Нижний Выг.
Населённые пункты на реке отсутствуют.
Код объекта в государственном водном реестре — 02020001312202000006748.